# Edmund Rubbra
Pour les articles homonymes, voir Rubbra.
Œuvres principales
- 11 symphonies
- 4 quatuors à cordes
- Messes

Edmund Rubbra (prononcé en anglais : [ˈrʌbrə]) est un compositeur anglais né à Northampton le 23 mai 1901 – mort le 14 février 1986 à Gerrards Cross. Il est le frère de l'ingénieur Arthur Rubbra.

## Aperçu biographique
Edmund Rubbra a étudié la musique à l'université de Reading et fut l'élève d’Evlyn Howard-Jones (piano) et de Gustav Holst (composition). Il eut ensuite R.O. Morris comme professeur de contrepoint au Royal College of Music. Il a enseigné la musique à l'université d'Oxford de 1947 à 1968 et la composition à la Guildhall School of Music à partir de 1961.

## Influences musicales
Rubbra s'est inspiré de la polyphonie vocale du XVIe siècle, du chant populaire et du chant grégorien, tout en conservant son originalité. Son langage harmonique est basé sur une écriture contrapuntique faite d'accords simples mais qui toutefois s'enchaînent selon un schéma non conventionnel.

## Œuvres
Edmund Rubbra est l'auteur de 164 numéros d'opus parmi lesquels :

### Symphonies
- Symphony No. 1, op. 44
- Symphony No. 2, op. 45
- Symphony No. 3, op. 49
- Symphony No. 4, op. 53
- Symphony No. 5, op. 63
- Symphony No. 6, op. 80
- Symphony No. 7, op. 88
- Symphony No. 8, op. 132, Hommage à Teilhard de Chardin
- Symphony No. 9, op. 140, Resurrection (ou Sinfonia Sacra)
- Symphony No. 10, op. 145, Sinfonia da Camera
- Symphony No. 11, op. 153, à Colette
- Sinfonietta pour orchestre à cordes, op.163

### Concertos
- Sinfonia Concertante, op. 38
- Soliloquy, op. 57 pour violoncelle, deux cors, timbales et cordes
- Concerto pour alto et orchestre, op. 75
- Concerto pour piano et orchestre, op. 85
- Improvisation pour violin et orchestre, op. 89
- Concerto pour violon et orchestre, op. 103

### Musique de chambre
- Sonate pour violon et piano n°1, op. 11
- Lyric Movement pour quatuor à cordes et piano, op. 24
- Sonate pour violon et piano n°2, op. 31
- Quatuor à corde n°1 en fa mineur, op. 35
- Sonate pour violon et piano n°3 op. 133
- Sonate pour violoncelle et piano, op. 60
- Meditazioni sopra Cœurs désolés (pour flûte à bec et clavecin ou flûte ou hautbois et piano), op. 67
- Trio pour piano et cordes n°1, op. 68, en un mouvement
- Quatuor à cordes n°2 en mi bémol majeur, op. 73
- Fantasia on a Theme of Machaut, op. 86, (pour flûte à bec, clavecin, et quatuor à cordes)
- Sonate pour hautbois et piano, op. 100
- Quatuor à cordes n°3, op. 112
- Meditations on a Byzantine Hymn (pour alto solo), op. 117
- Sonatina pour flûte à bec et clavecin, op. 128
- Trio pour piano et cordes n°2, op. 138
- Quatuor à cordes n°4, op. 150
- Fantasia on a Chord pour flûte à bec, clavecin et viole de gambe (ad lib.), op. 154
- Duo pour cor anglais et piano, op. 156

### Œuvres choralesa cappellaet avec orchestre
- Dormi Jesu, op. 3
- Five Motets, op. 37 (SATB)
- Five Madrigals, op. 51 (SATB)
- The Morning Watch, op. 55
- Missa Cantuariensis, op. 59 pour double chœur
- Magnificat and Nunc dimittis, op. 65 pour chœur et orgue
- Missa in honorem Sancti Dominici, op. 66
- Nine Tenebrae Motets, op. 72
- Three Motets, op. 76 SATB
- Song of the Soul, op. 78
- Festival Gloria, op. 94 (SATB)
- That Virgin's Child Most Meek, op. 114
- Missa Brevis, op. 137 avec orgue
- Inscape, op. 122
- Veni Creator Spiritus, op. 130

### Œuvres pour piano
- Sonatina, op. 19
- Prelude and fugue on a theme by Cyril Scott (existe aussi une version pour orgue), op. 69
- Nine teaching pieces, op. 74
- Introduction, Aria and Fugue, op. 104
- Eight preludes, op. 131
- Four studies, op. 139
- Invention on the name of Haydn, op. 160
- Fantasy-fugue, op. 161
- Fukagawa (sans opus)
- Nemo fugue (sans opus)

### Œuvres vocales
- Two Songs, op. 2
  - 1. Easter
  - 2. Rosa Mundi
- Two Songs avec quatuor à cordes, op. 3
  - 1. Tears
  - 2. A Litany
- Two Songs, op. 4
  - 1. The Mystery
  - 2. Jesukin
- O My Deir Hert, op. 5
- Two Songs avec quatuor à cordes, op. 7
  - 1. Rejection
  - 2. Entrez-y-Tous en Sûreté
- Four Songs, op. 8
  - 1. A Cradle Song
  - 2. There Is a lady
  - 3. Who Is Sylvia?
  - 4. Orpheus
- Three Songs, op. 13
  - 1. Out in the Dark
  - 2. Hymn to the Virgin
  - 3. It Was A Lover
- Two Songs, op. 14
  - 1. The Night
  - 2. Slow Spring
- Rune of Hospitality, op. 15
- Two Songs, op. 17
  - 1. A Prayer
  - 2. Invocation to Spring
- Rhapsody, op. 18
- A Duan of Barra, op. 20
- Soontree, op. 21
- Two Songs, op. 22
  - 1. Take, O Take Those Lips Away
  - 2. Why So Pale and Wan
- The Song of the Laverock, op. 23
- Ballad of Tristram, op. 26
- A Widow Bird State Mourning, op. 28
- Four Medieval Latin Lyrics, op. 32
  - 1. Rondel: Tempus Est Iocundum
  - 2. Plaint: Dum Estas Inchoatur
  - 3. Pastoral: Ecce, Chorus Virginum
  - 4. Lament: Planctus
- In Dark Weather, op. 33
- Five Sonnets, pour ténor et orchestre à cordes (réduction pour quatuor à cordes possible), op. 42
- Amoretti: Five Sonnets pour voix et quatuor à cordes, op. 43
- Nocturne, op. 54
- Three Psalms, op. 61
  - 1. O Lord, Rebuke Me Not
  - 2. The Lord Is My Shepherd
  - 3. Praise Ye the Lord
- O Excellent Virgin Princess, op. 77
- Ode To The Queen, op. 83
  - 1. Sound Forth, Celestial Organs
  - 2. Fair As Unshaded Light
  - 3. Yet Once Again Our Measures Move
- Two Sonnets by William Alabaster, pour voix, alto et piano op. 87
  - 1. Upon the Crucifix
  - 2. On the Reed of Our Lord's Passion
- No Swan So Fine, op. 91
- Cantata Pastorale, op. 92
- The Jade Mountain pour soprano et harpe, op.116
  - 1. A Night Thought on Terrace Tower
  - 2. On Hearing her Play the Harp
  - 3. An Autumn Night Message
  - 4. A Song of the Southern River
  - 5. Farewell to a Japanese Buddhist Priest Bound Homeward
- Salve Regina, op. 119
- Fly Envious Time, op. 148